# Tobias Hauke
Tobias Hauke (Hamburg, 11 september 1987) is een professionele Duitse hockeyer. Hauke begon met hockeyen bij Harvestehuder THC en speelde tussen 2008 en 2010 twee seizoenen bij Rot-Weiss Köln om vervolgens weer terug te keren bij de Hamburgse club.
Hauke doorliep verschillende Duitse jeugdelftallen en maakte in 2005 zijn debuut voor de Duitse hockeyploeg. Met die ploeg heeft hij een aantal belangrijke prijzen gewonnen, zoals de Champions Trophy 2007, het Europees Kampioenschap 2011 en twee keer goud op de Olympische Spelen van 2008 en 2012.

## Erelijst

### Duitse hockeyploeg
- 2007 –  Champions Trophy te Kuala Lumpur
- 2008 –  Olympische Spelen te Peking
- 2011 –  Europees Kampioenschap te Mönchengladbach
- 2012 –  Olympische Spelen te Londen
- 2016 –  Olympische Spelen te Rio de Janeiro

### Individueel
- 2010 – WorldHockey Young Player of the Year
- 2013 – FIH World Player of the Year

Sebastian Biederlack · 
Moritz Fürste · 
Tobias Hauke · 
Florian Keller · 
Oliver Korn · 
Niklas Meinert · 
Jan-Marco Montag · 
Maximilian Müller · 
Carlos Nevado · 
Max Weinhold · 
Tibor Weißenborn · 
Benjamin Weß · 
Timo Weß  · 
Philip Witte · 
Matthias Witthaus · 
Christopher Zeller · 
Philipp Zeller · 
Coach: Markus Weise
Oskar Deecke · 
Florian Fuchs · 
Moritz Fürste · 
Martin Häner · 
Tobias Hauke · 
Oliver Korn · 
Maximilian Müller  · 
Jan-Philipp Rabente · 
Thilo Stralkowski · 
Max Weinhold · 
Christopher Wesley · 
Benjamin Weß · 
Timo Weß · 
Matthias Witthaus · 
Christopher Zeller · 
Philipp Zeller · 
Coach: Markus Weise
Linus Butt · 
Florian Fuchs · 
Moritz Fürste · 
Mats Grambusch · 
Tom Grambusch · 
Martin Häner  · 
Tobias Hauke · 
Timm Herzbruch · 
Nicolas Jacobi · 
Matthias Müller · 
Timur Oruz · 
Christopher Rühr · 
Moritz Trompertz · 
Niklas Wellen · 
Christopher Wesley · 
Martin Zwicker · 
Coach: Valentin Altenburg
- Gemeinsame Normdatei: 1236214242
- Virtual International Authority File: 29162544375643311723